# Krokmyrtjärnen, Lappland
Krokmyrtjärnen är en sjö i Arvidsjaurs kommun i Lappland och ingår i Åbyälvens huvudavrinningsområde.